# 朱哲琴
朱哲琴（1968年6月15日—），中国大陸女歌手，被她的粉丝称作“中国的恩雅”。祖籍湖南，出生于广州，1990年毕业于广州师范学院（2000年合并入广州大学），并因演唱歌曲《一个真实的故事》而崭露头角。1995年她的专辑《阿姐鼓》在56个国家同步发行。2009年，联合国开发计划署任命她为中国亲善大使；联合国开发计划署驻华代表处和朱哲琴女士共同发起了“世界看见—中国少数民族文化保护与发展亲善行动”，该亲善行动计划由“中国少数民族音乐保护与发展”和“中国少数民族手工艺保护与发展”两部分构成。
朱哲琴的丈夫是加拿大外交官黎义恩。